# ABA Playoffs Most Valuable Player
L'ABA Playoffs Most Valuable Player (MVP) fu il premio conferito dalla American Basketball Association al miglior giocatore dei play-offs.

## Vincitori
|  | Eletto nella Basketball Hall of Fame |

| Playoffs | Nazionalità       | Giocatore   | Squadra           |
| -------- | ----------------- | ----------- | ----------------- |
| 1968     | Connie Hawkins    | Stati Uniti | Pittsburgh Pipers |
| 1969     | Warren Jabali     | Stati Uniti | Oakland Oaks      |
| 1970     | Roger Brown       | Stati Uniti | Indiana Pacers    |
| 1971     | Zelmo Beaty       | Stati Uniti | Utah Stars        |
| 1972     | Freddie Lewis     | Stati Uniti | Indiana Pacers    |
| 1973     | George McGinnis   | Stati Uniti | Indiana Pacers    |
| 1974     | Julius Erving     | Stati Uniti | New York Nets     |
| 1975     | Artis Gilmore     | Stati Uniti | Kentucky Colonels |
| 1976     | Julius Erving (2) | Stati Uniti | New York Nets     |